# دانشگاه دنیسون
دانشگاه دنیسون (به انگلیسی: Denison University) یک دانشگاه در ایالات متحده آمریکا است که در اوهایو واقع شده‌است.

## نگارخانه

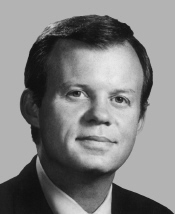
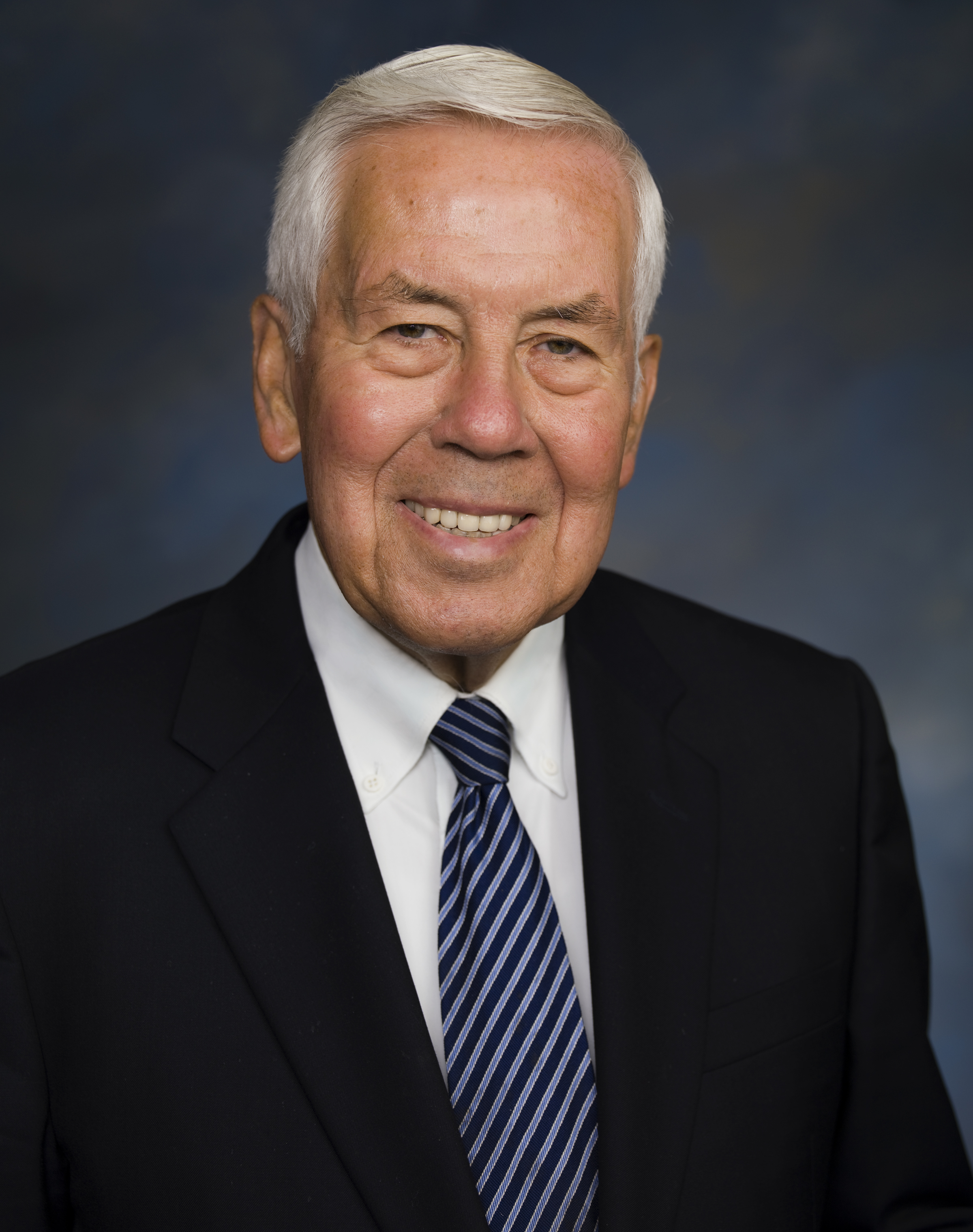
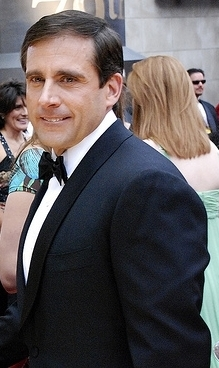
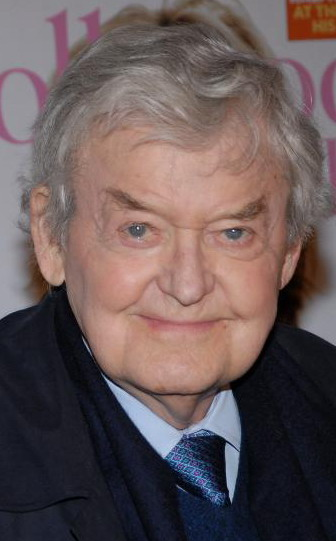
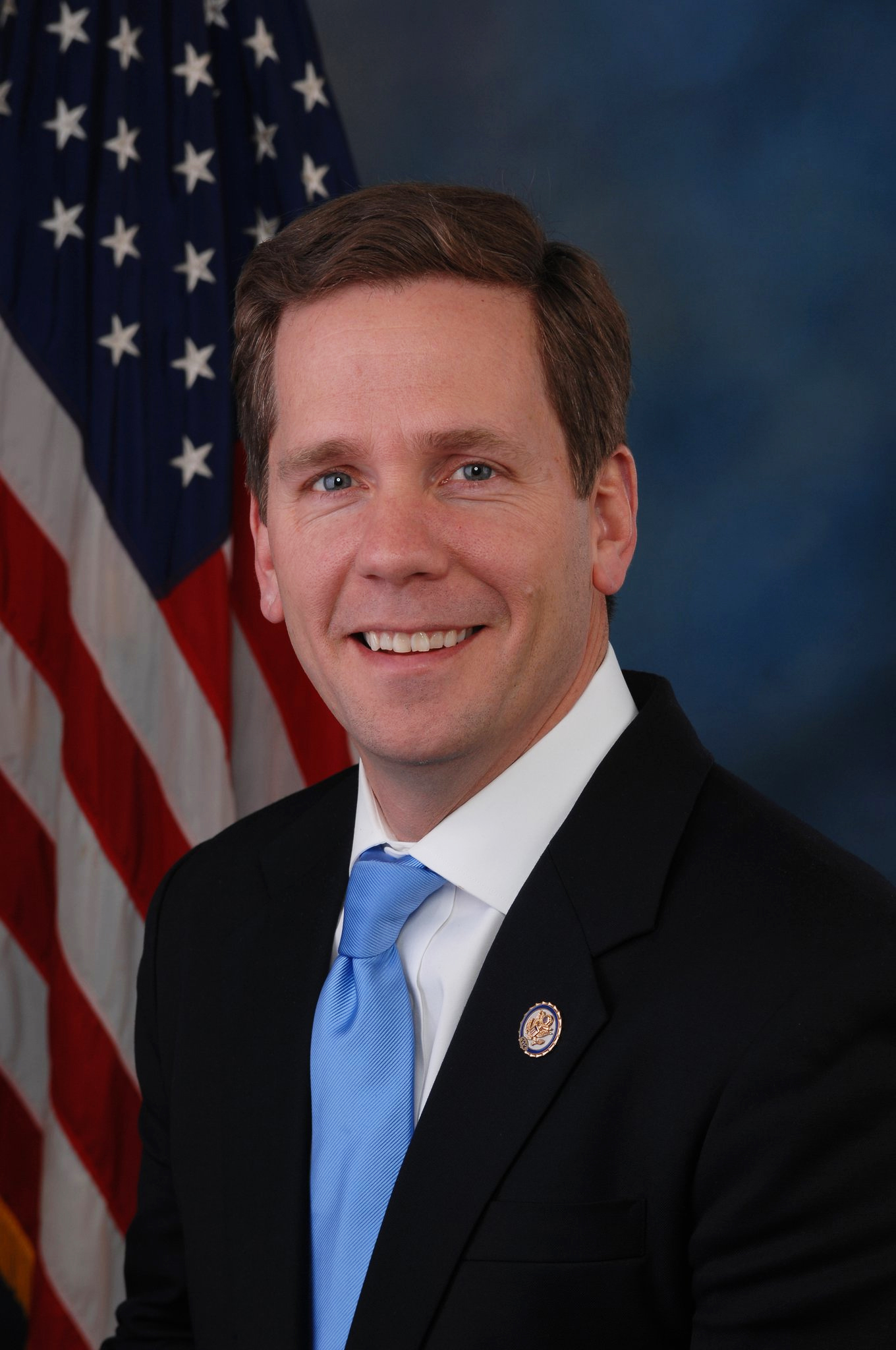